# Ordine di Mohammed Ali
L'Ordine di Mohammed Ali fu un'onorificenza concessa dal Regno d'Egitto sino alla proclamazione della repubblica.

## Storia
La decorazione venne fondata dal sultano Ḥusayn Kāmil il 14 aprile 1915 per ricompensare quanti, civili e militari, si fossero distinti a favore della patria. Esso era il più alto tra gli ordini del sultanato d'Egitto ed il più prestigioso.
L'Ordine terminò di essere concesso con la proclamazione della Repubblica Egiziana nel 1953.

## Classi
L'Ordine dispone delle seguenti classi di benemerenza:
- Collare
- Gran Cordone
- Commendatore

## Insegne
- Il collare era composto dalla decorazione della medaglia unita ad una collana formata da decorazioni in argento e oro alternate a formelle smaltati di bianco riportanti in verde alcune scritte in arabo. Sia il collare che il gran cordone venivano concessi unicamente ai capi di Stato stranieri.
- La medaglia era originariamente composta da un esagono circondato da un motivo a foglie d'acanto in argento avente al centro un grande medaglione smaltato di bianco e decorato in oro con scritte arabe, avente al centro un piccolo medaglione verde decorato con scritte bianche in arabo. Questa insegna fu l'originale progettata e rimase utilizzata sino al 1919 quando venne disposta la creazione di una nuova medaglia, composta da una stella fine a sei punte, ciascuna delle quali era terminante con un motivo a foglie. Al centro si trovava un medaglione smaltato di bianco e decorato in oro a smalti avente in centro un piccolo medaglione smaltato di verde e decorato in bianco con scritte in arabo. La medaglia era sostenuta al nastro tramite un rombo avente ciascuno dei propri lati terminante con un motivo a foglie come la medaglia.
- La placca era costituita dalla medesima insegna della medaglia montata su una stella radiante in oro.
- Il nastro era verde scuro con una striscia bianca per parte.